# Saint-Quay-Perros
Saint-Quay-Perros è un comune francese di 1 531 abitanti situato nel dipartimento delle Côtes-d'Armor, nella regione della Bretagna.

## Società

### Evoluzione demografica
Abitanti censiti